# Klasyfikacja medalowa Zimowych Igrzysk Olimpijskich 1952
     zdobywcy co najmniej jednego złotego medalu
     zdobywcy co najmniej jednego srebrnego medalu
     zdobywcy co najmniej jednego brązowego medalu
     państwa bez medalu
     państwa nieuczestniczące w igrzyskach

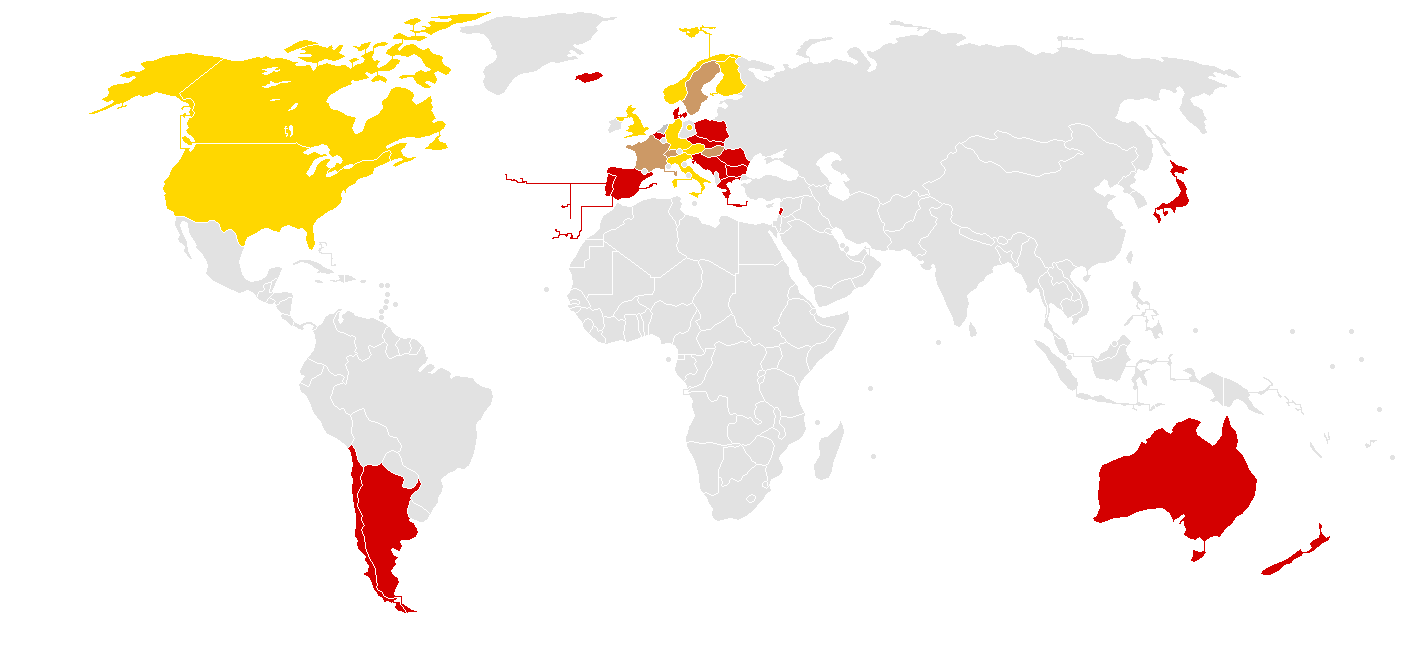
Państwa uczestniczące w Zimowych Igrzyskach Olimpijskich 1952
zdobywcy co najmniej jednego złotego medalu
zdobywcy co najmniej jednego srebrnego medalu
zdobywcy co najmniej jednego brązowego medalu
państwa bez medalu
państwa nieuczestniczące w igrzyskach

Klasyfikacja medalowa Zimowych Igrzysk Olimpijskich 1952 – zestawienie państw, reprezentowanych przez narodowe komitety olimpijskie, uszeregowanych pod względem liczby zdobytych medali na VI Zimowych Igrzyskach Olimpijskich w 1952 roku w Oslo.
Podczas igrzysk w Oslo rozegrano 22 konkurencje w ośmiu dyscyplinach sportowych. W porównaniu do poprzednich zimowych igrzysk, które odbyły się w 1948 roku w Sankt Moritz, nie przeprowadzono rywalizacji olimpijskiej w skeletonowym ślizgu mężczyzn i alpejskiej kombinacji kobiet i mężczyzn. Do kalendarza włączono natomiast alpejski slalom gigant kobiet i mężczyzn oraz bieg narciarski kobiet na 10 kilometrów, który był pierwszą kobiecą konkurencją w tej dyscyplinie rozgrywaną w ramach igrzysk olimpijskich.
Podczas igrzysk w Oslo rozegrano jedną konkurencję pokazową – turniej w bandy. Systemem „każdy z każdym” przeprowadzono trzy mecze pomiędzy reprezentacjami Finlandii, Norwegii i Szwecji. Turniej wygrali Szwedzi, drudzy byli Norwegowie, a na trzecim miejscu uplasowali się Finowie.
W konkurencjach rozgrywanych w ramach igrzysk w Oslo, nie uwzględniając pokazowego turnieju bandy, wzięło udział 694 sportowców (585 mężczyzn i 109 kobiet) z 30 państw. Była to rekordowa liczba uczestników i państw uczestniczących w jednej edycji zimowych igrzysk olimpijskich. Jednocześnie pierwszy raz liczba kobiet uczestniczących w zimowej edycji była większa od stu. Dla reprezentacji Nowej Zelandii i Portugalii występ w Oslo był debiutem kraju w zimowych igrzyskach olimpijskich.
Medalistami olimpijskimi zostali przedstawiciele trzynastu państw, spośród których osiem państw zdobyło przynajmniej jeden złoty medal. Dla siedemnastu reprezentacji oznaczało to zatem brak medalu na tych igrzyskach. Najwięcej medali – szesnaście (siedem złotych, trzy srebrne i sześć brązowych) – zdobyli reprezentanci Norwegii. Był to drugi w historii start olimpijski Norwegów zakończony taką liczbą złotych medali i jednocześnie najlepszy występ, biorąc pod uwagę letnie i zimowe starty, od Zimowych Igrzysk Olimpijskich 1936.
W Oslo pierwszy medal zimowych igrzysk olimpijskich dla Holandii zdobył panczenista, Kees Broekman. Holendrzy trzykrotnie stanęli na olimpijskim podium, co uczyniło ich start najlepszym z dotychczasowych zimowych występów olimpijskich. Najlepszy zimowy start i zarazem drugi z rzędu zakończony z dorobkiem medalowym osiągnęli również Włosi. Drugi w historii złoty medal zimowych igrzysk dla tego kraju, po sukcesie Nino Bibbii na poprzednich igrzyskach, zdobył Zeno Colò w alpejskim zjeździe. Włosi na tych igrzyskach zdobyli jeszcze brązowy medal, co sprawiło, że był to ich najlepszy z dotychczasowych startów.
Najlepszy występ pod względem liczby zdobytych medali osiągnęli reprezentanci Austrii i Niemiec. Dla Austriaków był to drugi zimowy start z dorobkiem dwóch złotych medali – wcześniej taki wynik osiągnęli na igrzyskach w Chamonix. Z kolei dla Niemców, dla których był to pierwszy start olimpijski po II wojnie światowej, był to najlepszy start pod względem sumy wszystkich medali, jednak słabszy od rezultatu osiągniętego na igrzyskach w Garmisch-Partenkirchen.
Reprezentanci Finlandii uzyskali najlepszy wynik medalowy, zarówno pod względem liczby złotych, jak i wszystkich medali, od igrzysk w Chamonix. Z kolei dla sportowców ze Stanów Zjednoczonych występ w Oslo był najlepszym od igrzysk w Lake Placid, gdzie zdobyli o jeden medal więcej. Pierwszy od 1936 roku złoty medal igrzysk zimowej olimpiady dla Wielkiej Brytanii w konkursie solistek zdobyła Jeanette Altwegg. Dla Węgrów natomiast były to czwarte zimowe igrzyska z rzędu, które zakończyli oni z przynajmniej jednym medalem olimpijskim.
Najgorsze występy w historii dotychczasowych startów w zimowych igrzyskach olimpijskich uzyskali reprezentanci Francji i Szwecji. Dla Francuzów był to jednocześnie najsłabszy olimpijski start, wliczając w to również letnie igrzyska. Po raz trzeci w historii, po zimowych igrzyskach w Chamonix i Garmisch-Partenkirchen, reprezentanci Francji nie zdobyli złota ani srebra. Dla Szwedów natomiast był to pierwszy zimowy występ bez złotego i srebrnego medalu oraz trzeci, wliczając w to letnie igrzyska w 1896 i 1900 roku. Dla sportowców szwajcarskich wynik medalowy w Oslo był najsłabszym olimpijskim rezultatem od Zimowych Igrzysk Olimpijskich 1928. Pierwszy raz od 1932 roku nie wywalczyli oni złota olimpijskiego.
Spośród krajów, które zdobyły medale na poprzednich zimowych igrzyskach w Sankt Moritz, żadnego medalu nie wywalczyli reprezentanci Czechosłowacji i Belgii. Dla Belgów był to jednocześnie pierwszy olimpijski start od zimowych igrzysk w 1936 roku, zakończony z zerowym dorobkiem medalowym.
Zawody olimpijskie wyłoniły łącznie 118 medalistów, spośród których osiemnaścioro zdobyło co najmniej dwa medale. Spośród multimedalistów dziesięcioro zdobyło przynajmniej jeden złoty medal. Najbardziej utytułowanym zawodnikiem, z dorobkiem trzech złotych medali, został norweski panczenista Hjalmar Andersen. Trzy medale, lecz bez złota, wywalczyła także niemiecka narciarka alpejska Annemarie Buchner. Ponadto po dwa tytuły mistrzów olimpijskich zdobyli amerykańska alpejka Andrea Mead-Lawrence oraz niemieccy bobsleiści – Lorenz Nieberl i Andreas Ostler.

## Klasyfikacja państw
Poniższa tabela przedstawia klasyfikację medalową państw, które zdobyły medale na Zimowych Igrzyskach Olimpijskich 1952 w Oslo, sporządzoną na podstawie oficjalnych raportów Międzynarodowego Komitetu Olimpijskiego. Klasyfikacja posortowana jest najpierw według liczby osiągniętych medali złotych, następnie srebrnych, a na końcu brązowych. W przypadku, gdy dwa kraje zdobyły tę samą liczbę medali wszystkich kolorów, o kolejności zdecydował porządek alfabetyczny.
| Miejsce | Państwo           | Złoto | Srebro | Brąz | Razem |
| ------- | ----------------- | ----- | ------ | ---- | ----- |
| 1.      | Norwegia          | 7     | 3      | 6    | 16    |
| 2.      | Stany Zjednoczone | 4     | 6      | 1    | 11    |
| 3.      | Finlandia         | 3     | 4      | 2    | 9     |
| 4.      | Niemcy            | 3     | 2      | 2    | 7     |
| 5.      | Austria           | 2     | 4      | 2    | 8     |
| 6.      | Kanada            | 1     | –      | 1    | 2     |
| 6.      | Włochy            | 1     | –      | 1    | 2     |
| 8.      | Wielka Brytania   | 1     | –      | –    | 1     |
| 9.      | Holandia          | –     | 3      | –    | 3     |
| 10.     | Szwecja           | –     | –      | 4    | 4     |
| 11.     | Szwajcaria        | –     | –      | 2    | 2     |
| 12.     | Francja           | –     | –      | 1    | 1     |
| 12.     | Węgry             | –     | –      | 1    | 1     |
| Razem   | Razem             | 22    | 22     | 23   | 67    |

## Klasyfikacje według dyscyplin

### Biegi narciarskie
W ramach igrzysk w Oslo przeprowadzone zostały cztery konkurencje biegowe, czyli jedna więcej niż w Sankt Moritz. Do dotychczasowych biegów indywidualnych na 18 i 50 km oraz biegu sztafetowego dołączono rywalizację kobiet na dystansie 10 kilometrów. Były to pierwsze w historii zawody olimpijskie w biegach narciarskich kobiet.
Medale zdobyli reprezentanci trzech państw – Finlandii, Norwegii i Szwecji. Zawody zdominowali Finowie, którzy wywalczyli osiem medali na dziesięć możliwych. W biegu na 10 km kobiet wszystkie trzy miejsca na podium zajęły reprezentantki tego kraju.
Czterech zawodników zdobyło po dwa medale olimpijskie. Po jednym złotym i jednym srebrnym medalu zdobyli Norweg Hallgeir Brenden i Fin Tapio Mäkelä, złoto i brąz wywalczył Fin Paavo Lonkila, a srebro i brąz – Norweg Magnar Estenstad.
| Miejsce | Państwo   | Złoto | Srebro | Brąz | Razem |
| ------- | --------- | ----- | ------ | ---- | ----- |
| 1.      | Finlandia | 3     | 3      | 2    | 8     |
| 2.      | Norwegia  | 1     | 1      | 1    | 3     |
| 3.      | Szwecja   | –     | –      | 1    | 1     |
| Razem   | Razem     | 4     | 4      | 4    | 12    |

### Bobsleje
Na Zimowych Igrzyskach Olimpijskich 1952 rozegrano dwie konkurencje bobslejowe – dwójki i czwórki mężczyzn. Konkurencje nie uległy zmianie w porównaniu do igrzysk w Sankt Moritz.
W obu konkurencjach cztery pierwsze miejsca były takie same – zwyciężyli Niemcy przed Amerykanami i dwoma ekipami ze Szwajcarii. Taka sytuacja, że kolejność na pierwszych czterech miejscach była identyczna w obu konkurencjach bobslejowych, miała miejsce po raz pierwszy w historii igrzysk olimpijskich.
Medaliści w konkurencji dwójek wystąpili również w zespołach swoich państw w rywalizacji czwórek. W efekcie wszyscy zostali multimedalistami igrzysk w Oslo – Andreas Ostler i Lorenz Nieberl zdobyli po dwa złote medale, Stanley Benham i Patrick Martin po dwa srebrne, a Fritz Feierabend i Stephan Waser po dwa brązowe.
| Miejsce | Państwo           | Złoto | Srebro | Brąz | Razem |
| ------- | ----------------- | ----- | ------ | ---- | ----- |
| 1.      | Niemcy            | 2     | –      | –    | 2     |
| 2.      | Stany Zjednoczone | –     | 2      | –    | 2     |
| 3.      | Szwajcaria        | –     | –      | 2    | 2     |
| Razem   | Razem             | 2     | 2      | 2    | 6     |

### Hokej na lodzie
Na igrzyskach w Oslo rozegrano turniej hokejowy mężczyzn. Tak samo jak cztery lata wcześniej mistrzami olimpijskimi zostali reprezentanci Kanady. Był to szósty złoty medal Kanadyjczyków w hokeju na lodzie, wliczając w to start letni na igrzyskach w Antwerpii w 1920 roku. Tylko raz nie zdobyli oni mistrzostwa olimpijskiego – w 1936 roku ulegli Brytyjczykom. Srebrny medal w Oslo zdobyli reprezentanci Stanów Zjednoczonych, a brązowy – Szwecji.
Po zakończeniu wszystkich meczów turniejowych, rozgrywanych systemem „każdy z każdym”, drużyny Szwecji i Czechosłowacji miały taki sam dorobek punktowy (12 punktów) – obie wygrały po sześć meczów i przegrały po dwa. Wobec tego 25 lutego rozegrano dodatkowy mecz o brązowy medal, w którym zwycięstwo odnieśli Szwedzi wynikiem 5:3.
| Miejsce | Państwo           | Złoto | Srebro | Brąz | Razem |
| ------- | ----------------- | ----- | ------ | ---- | ----- |
| 1.      | Kanada            | 1     | –      | –    | 1     |
| 2.      | Stany Zjednoczone | –     | 1      | –    | 1     |
| 3.      | Szwecja           | –     | –      | 1    | 1     |
| Razem   | Razem             | 1     | 1      | 1    | 3     |

### Kombinacja norweska
Na igrzyskach w Oslo rozegrano jedną konkurencję w kombinacji norweskiej – tak jak podczas poprzednich igrzysk był to konkurs indywidualny, składający się z biegu na 18 kilometrów i trzech serii skoków narciarskich, spośród których do noty wliczane były dwie najlepsze próby.
Zwycięzcą zawodów został Simon Slåttvik, który tym samym zdobył piąty złoty medal olimpijski dla swojego kraju w tej dyscyplinie. Norwegowie nie zdobyli złota tylko na poprzednich igrzyskach, podczas których mistrzem olimpijskim został Heikki Hasu – srebrny medalista z Oslo.
| Miejsce | Państwo   | Złoto | Srebro | Brąz | Razem |
| ------- | --------- | ----- | ------ | ---- | ----- |
| 1.      | Norwegia  | 1     | –      | 1    | 2     |
| 2.      | Finlandia | –     | 1      | –    | 1     |
| Razem   | Razem     | 1     | 1      | 1    | 3     |

### Łyżwiarstwo figurowe
Niezmiennie w stosunku do poprzednich igrzysk rozegrano trzy konkurencje łyżwiarstwa figurowego – konkursy solistek i solistów oraz par sportowych.
Medalistami zostało dwanaścioro zawodników z sześciu państw. Żaden z zawodników nie stanął dwukrotnie na podium olimpijskim. Spośród sześciu państw, które zdobyły medale, tylko Amerykanie wywalczyli ich więcej niż jeden – cztery (jeden złoty, dwa srebrne i jeden brązowy). Złoty medalista Richard Button został trzecim w historii solistą, po Gillisie Grafströmie i Karlu Schäferze, który obronił tytuł mistrza olimpijskiego zdobyty na poprzednich igrzyskach. Ponadto w konkursie olimpijskim w Oslo jako pierwszy w historii prawidłowo wykonał potrójnego loopa w oficjalnych zawodach łyżwiarskich. Z kolei Jacqueline du Bief została pierwszą w historii francuską medalistką olimpijską w konkursie solistek. Złoty medal Jeanette Altwegg w konkursie solistek był pierwszym zimowym tytułem mistrzyni olimpijskiej dla Wielkiej Brytanii od igrzysk w Garmisch-Partenkirchen w 1936 roku.
| Miejsce | Państwo           | Złoto | Srebro | Brąz | Razem |
| ------- | ----------------- | ----- | ------ | ---- | ----- |
| 1.      | Stany Zjednoczone | 1     | 2      | 1    | 4     |
| 2.      | Niemcy            | 1     | –      | –    | 1     |
| 2.      | Wielka Brytania   | 1     | –      | –    | 1     |
| 4.      | Austria           | –     | 1      | –    | 1     |
| 5.      | Francja           | –     | –      | 1    | 1     |
| 5.      | Węgry             | –     | –      | 1    | 1     |
| Razem   | Razem             | 3     | 3      | 3    | 9     |

### Łyżwiarstwo szybkie
Niezmiennie w stosunku do poprzednich igrzysk, w Oslo rozegrano cztery konkurencje w łyżwiarstwie szybkim mężczyzn – biegi na 500, 1500, 5000 i 10000 metrów.
Trzy złote medale na wszystkich dystansach poza biegiem na 500 metrów zdobył Hjalmar Andersen – dwukrotny mistrz świata w wieloboju w 1950 i 1951 roku, faworyt gospodarzy. Poza Andersenem multimedalistą igrzysk został Holender Kees Broekman z dorobkiem dwóch srebrnych medali na najdłuższych dystansach. Jego srebrny medal w biegu na 5000 metrów był zarazem pierwszym medalem zdobytym dla Holandii na zimowych igrzyskach olimpijskich. W biegu na 500 metrów trzecie miejsce zajęli ex aequo Gordon Audley i Arne Johansen, wobec czego przyznano dwa brązowe medale.
W zawodach nie wystąpił Kornél Pajor – panczenista urodzony na Węgrzech, trzeci zawodnik mistrzostw Europy rozegranych na dwa tygodnie przed igrzyskami i mistrz świata z 1949 roku. Po zdobyciu tytułu mistrza świata startował jako zawodnik niezależny, gdyż nie chciał wracać do komunistycznej ojczyzny. Następnie zmienił obywatelstwo na szwedzkie. Międzynarodowy Komitet Olimpijski nie dopuścił zawodnika do startu ze względu na zbyt krótki okres pomiędzy zmianą obywatelstwa a potencjalnym występem na igrzyskach.
| Miejsce | Państwo           | Złoto | Srebro | Brąz | Razem |
| ------- | ----------------- | ----- | ------ | ---- | ----- |
| 1.      | Norwegia          | 3     | –      | 3    | 6     |
| 2.      | Stany Zjednoczone | 1     | 1      | –    | 2     |
| 3.      | Holandia          | –     | 3      | –    | 3     |
| 4.      | Kanada            | –     | –      | 1    | 1     |
| 4.      | Szwecja           | –     | –      | 1    | 1     |
| Razem   | Razem             | 4     | 4      | 5    | 13    |

### Narciarstwo alpejskie
W narciarstwie alpejskim, tak samo jak podczas igrzysk w Sankt Moritz, przeprowadzono sześć konkurencji – po trzy wśród kobiet i mężczyzn. Dotychczasową rywalizację w kombinacji zastąpiono debiutującą w igrzyskach konkurencją – slalomem gigantem.
Najbardziej utytułowaną zawodniczką – jedyną dwukrotną mistrzynią olimpijską w narciarstwie alpejskim podczas igrzysk w Oslo – została Amerykanka Andrea Mead-Lawrence. Trzy medale zdobyła Annemarie Buchner, jednak w jej dorobku nie było ani jednego złota – wywalczyła jeden srebrny i dwa brązowe medale. Po jednym złotym i jednym srebrnym medalu otrzymali Stein Eriksen i Othmar Schneider. Ponadto dwukrotnie na podium olimpijskim stanął Christian Pravda z dorobkiem srebrnego i brązowego medalu.
Mistrz olimpijski w zjeździe – Zeno Colò – został drugim w historii, po Nino Bibbii, złotym medalistą zimowych igrzysk olimpijskich dla reprezentacji Włoch.
| Miejsce | Państwo           | Złoto | Srebro | Brąz | Razem |
| ------- | ----------------- | ----- | ------ | ---- | ----- |
| 1.      | Austria           | 2     | 3      | 2    | 7     |
| 2.      | Stany Zjednoczone | 2     | –      | –    | 2     |
| 3.      | Norwegia          | 1     | 1      | 1    | 3     |
| 4.      | Włochy            | 1     | –      | 1    | 2     |
| 5.      | Niemcy            | –     | 2      | 2    | 4     |
| Razem   | Razem             | 6     | 6      | 6    | 18    |

### Skoki narciarskie
Na igrzyskach w Oslo, tak samo jak na wcześniejszych igrzyskach, rozegrano jeden konkurs indywidualny w skokach narciarskich. Rywalizacja skoczków miała miejsce na legendarnej skoczni Holmenkollbakken, której punkt konstrukcyjny wynosił wówczas 72 metry. Na przeprowadzone w ostatnim dniu igrzysk olimpijskich zawody przybyło pod skocznię ponad 104 000 kibiców, co uczyniło je drugimi zawodami olimpijskimi pod względem liczebności widowni (więcej kibiców – ok. 106 000 – przybyło tylko na konkurs olimpijski w 1936).
Po raz szósty z rzędu, czyli nieprzerwanie od pierwszych zimowych igrzysk w Chamonix, mistrzem olimpijskim w skokach narciarskich został reprezentant Norwegii. W tym przypadku złoty medal zdobył Arnfinn Bergmann, który wyprzedził faworyzowanego Torbjørna Falkangera. Brązowy medal wywalczył Karl Holmström.
| Miejsce | Państwo  | Złoto | Srebro | Brąz | Razem |
| ------- | -------- | ----- | ------ | ---- | ----- |
| 1.      | Norwegia | 1     | 1      | –    | 2     |
| 2.      | Szwecja  | –     | –      | 1    | 1     |
| Razem   | Razem    | 1     | 1      | 1    | 3     |

## Multimedaliści
18 sportowców zdobyło w Oslo więcej niż jeden medal, a dziesięcioro spośród nich wywalczyło przynajmniej jedno złoto. Najwięcej – po trzech – multimedalistów startowało w barwach Finlandii i Norwegii. Po troje multimedalistów stawało na podium olimpijskim w narciarstwie alpejskim i biegach narciarskich, dwóch w bobslejach i jeden w łyżwiarstwie szybkim. Wśród multimedalistów znalazł się również Heikki Hasu – złoty medalista w biegach narciarskich i srebrny w kombinacji norweskiej.
Najwięcej medali – trzy – zdobył reprezentant Norwegii w łyżwiarstwie szybkim, Hjalmar Andersen. Wygrał on wszystkie trzy biegi na długich dystansach. Po dwa tytuły mistrza olimpijskiego zdobyli niemieccy bobsleiści – Lorenz Nieberl i Andreas Ostler oraz amerykańska alpejka – Andrea Mead-Lawrence.
Poniższa tabela przedstawia indywidualne zestawienie multimedalistów Zimowych Igrzysk Olimpijskich 1952, czyli zawodników i zawodniczek, którzy zdobyli więcej niż jeden medal olimpijski na tych igrzyskach, w tym przynajmniej jeden złoty.
| Miejsce | Zawodnik             | Państwo           | Dyscyplina                            | Złoto | Srebro | Brąz | Razem |
| ------- | -------------------- | ----------------- | ------------------------------------- | ----- | ------ | ---- | ----- |
| 1.      | Hjalmar Andersen     | Norwegia          | łyżwiarstwo szybkie                   | 3     | –      | –    | 3     |
| 2.      | Andrea Mead-Lawrence | Stany Zjednoczone | narciarstwo alpejskie                 | 2     | –      | –    | 2     |
| 2.      | Lorenz Nieberl       | Niemcy            | bobsleje                              | 2     | –      | –    | 2     |
| 2.      | Andreas Ostler       | Niemcy            | bobsleje                              | 2     | –      | –    | 2     |
| 5.      | Hallgeir Brenden     | Norwegia          | biegi narciarskie                     | 1     | 1      | –    | 2     |
| 5.      | Stein Eriksen        | Norwegia          | narciarstwo alpejskie                 | 1     | 1      | –    | 2     |
| 5.      | Heikki Hasu          | Finlandia         | biegi narciarskie kombinacja norweska | 1     | 1      | –    | 2     |
| 5.      | Tapio Mäkelä         | Finlandia         | biegi narciarskie                     | 1     | 1      | –    | 2     |
| 5.      | Othmar Schneider     | Austria           | narciarstwo alpejskie                 | 1     | 1      | –    | 2     |
| 10.     | Paavo Lonkila        | Finlandia         | biegi narciarskie                     | 1     | –      | 1    | 2     |